# Kanton Hédé
Hédé is een voormalig kanton van het Franse departement Ille-et-Vilaine. Het kanton maakte deel uit van het arrondissement Rennes. Het werd opgeheven bij decreet van 18 februari 2014 met uitwerking op 22 maart 2015.

## Gemeenten
Het kanton Hédé omvatte de volgende gemeenten:
- Dingé
- Guipel
- Hédé-Bazouges (hoofdplaats)
- Langouët
- Lanrigan
- La Mézière
- Québriac
- Saint-Gondran
- Saint-Symphorien
- Vignoc